# 古笨港遺址
古笨港遺址是位於雲林縣北港鎮北港溪的考古遺址，2006年（民國95年）由雲林縣政府公告為縣定考古遺址，範圍涵蓋北港溪南北岸與河床。

## 概述
古笨港遺址得名於當地古地名笨港。笨港周遭的考古發掘工作可溯及至民國81年(西元1992年)北港朝天宮旁中央市場的施工工作，在挖掘地基時就有文物的發現。民國90年底到91年初(西元2001年-2002年)，雲林縣政府在北港鎮東側的崩溪缺修建新的河堤，並挖掘北港溪東岸的沙丘進行填充，在河水退去後就有文物出現在河川地上，引發民眾撿拾。民國91年11月(西元2009年)行政院文化建設委員會委託國立自然科學博物館進行「雲林縣及嘉義縣北港溪古笨港遺址搶救考古調查及評估計畫」，並於隔年1、2月進行試掘與搶救達143平方公尺，出土文物多為清代，包含有磚瓦、陶瓷碎片、日常用品，銅錢、髮簪、首飾、指環等。民國95年12月22日(西元2006年)正式由雲林縣政府公告北港溪，西至堤防，東至雲林縣境內，北緯2607500以北至2608500以南之水利地為縣定考古遺址，公告範圍達2000000平方公尺，橫跨北港溪南北兩岸，主要範圍由雲林縣政府管轄。